# Tschornykiw
Tschornykiw (ukrainisch Чорників; russisch Черников Tschernikow, polnisch Czerników) ist ein Dorf im Südwesten der ukrainischen Oblast Wolyn mit etwa 200 Einwohnern (2001).

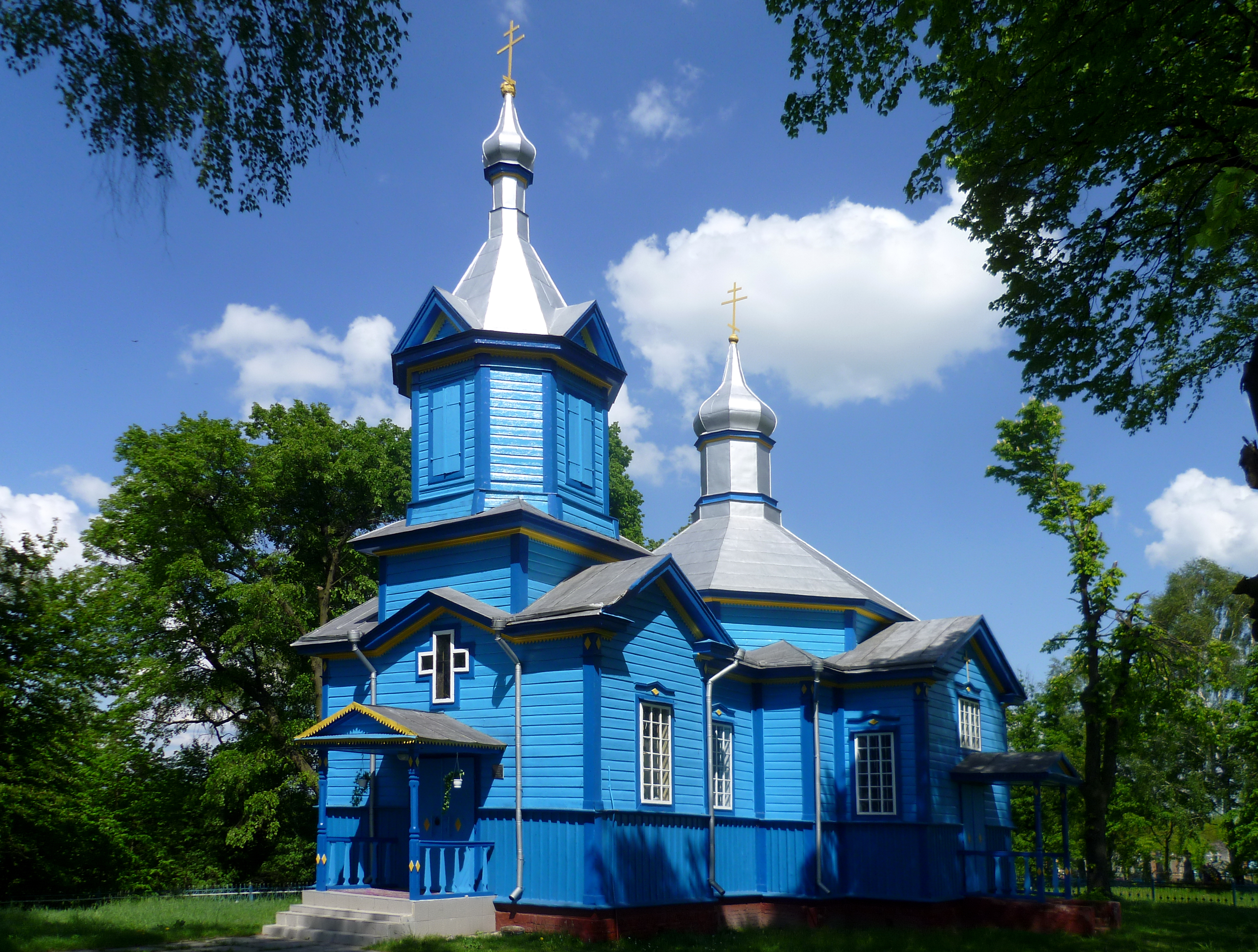
Heilige-Trinitatis-Kirche im Dorf

Das 1885 gegründete Dorf gehört administrativ zur seit dem 14. August 2015 gegründeten Stadtgemeinde Ustyluh (Устилузька міська громада Ustyluska miska hromada) im Westen des Rajon Wolodymyr, bis dahin war das Dorf Teil der Landratsgemeinde Ludyn (Лудин). Im Dorf befindet sich die 1907 erbaute Holzkirche St.–Trinitatis.
Die Ortschaft liegt auf einer Höhe von 184 m an der Mündung der 18 km langen Isiwka (Ізівка) in den Bug, der hier die  westliche Grenze der Ukraine zu Polen und der Europäischen Union bildet. Tschornykiw befindet sich 11 km südwestlich vom Gemeindezentrum Ustyluh, 24 km westlich vom Rajonzentrum Wolodymyr und 98 km westlich vom Oblastzentrum Luzk. Am Dorf entlang führt die Bahnstrecke Wolodymyr–Sławków.